# Ozinsky (huyện)
Huyện Ozinsky (tiếng Nga: ? райо́н) là một huyện hành chính tự quản (raion), của Tỉnh Saratov, Nga. Huyện có diện tích 3997 kilômét vuông, dân số thời điểm ngày 1 tháng 1 năm 2000 là 28400 người. Trung tâm của huyện đóng ở Ozinki.